# Léo Arbour
Pour les articles homonymes, voir Arbour.
Léo Arbour est un sculpteur québécois né à Pointe-du-Lac (aujourd'hui Trois-Rivières en Mauricie) en 1912 et mort le 24 janvier 2003.

## Biographie
Ce serait les premières sculptures en terre glaise qui auraient poussé Léo Arbour vers ce milieu artistique. En 1932, le curé de Pointe-du-Lac de l'époque se serait reconnu dans un des personnages en terre glaise et l'aurait signalé au responsable du Séminaire de Trois-Rivières, l'abbé Albert Tessier. Il commence alors des études aux côtés de l'aquarelliste Léonce Cuvellier à Laviolette, puis chez Rodolphe Duguay de Nicolet (de 1934 à 1936). Tessier viendra défrayer les coûts pour inscrire et loger Arbour afin qu'il puisse aller étudier à Montréal.
Léo Arbour a étudié à l'École du Meuble située à Montréal en 1937. Il y décroche un certificat de sculpteur sur bois en 1939. Durant ses études, il aurait été l'élève de Bernard Dagenais, d'Elzéar Soucy et de Paul-Émile Borduas. Ses premières statuettes, exposées au Syndicat d'initiative de Trois-Rivières étaient simplement faites à l'aide d'un couteau de poche.
Lors de son retour en Maurice, il enseigne notamment au séminaire de Saint-Joseph des Trois-Rivières et à l'institut technologique de Trois-Rivières pendant une quinzaine d'années. Durant cette période, il aurait été aux côtés d'Armour Landry.
Il ouvrira un atelier dans son village natal dès 1941. De 1950 à 1975, il se spécialise dans les sculptures de personnages religieux ou historiques. Plusieurs églises de la Mauricie réclament des statues signées Arbour. Il produit même une statue pour l'église de l'Assomption à Edmonton en Alberta qui atteint les 3 m (10 pieds à l'époque).

## Œuvres
La majorité des œuvres de Léo Arbour se retrouvent dans les églises du Québec. Selon Françoise Chainé, directrice du Musée Pierre-Boucher, ses « sculptures [étaient] autant religieuses que profanes. Avec grand Art, il réussissait à traduire l'expression des visages avec maîtrise et brio. » Même s'il n'y a pas de catalogue de ses sculptures, on estime qu'il a créé environ 5 000 pièces. Certaines sculptures sont retrouvées au Musée Pierre-Boucher, au Musée national des beaux-arts du Québec, chez des collectionneurs privés ou dans différentes communautés religieuses. Un bas-relief intitulé La bénédiction du jour de l'An, datant de 1958 est exposé au Musée de Léningrad à Moscou, Russie. Durant ses dernières années, plusieurs travaux sont faits pour le musée religieux de Valleyfield.

## Honneurs
- 1976 - Prix Benjamin-Sulte décerné par la Société Saint-Jean-Baptiste

- 2001 -  Chevalier de l'Ordre national du Québec

- 2002 - Président d'honneur de la Petite semaine culturelle à Trois-Rivières